# Роман Бронфман
Роман Бронфман (нар.. 22 квітня 1954 року) —  ізраїльський політик, одна з ключових фігур в політичній організації радянських репатріантів Ізраїлю; один із засновників партії «Ісраель ба-Алія»; засновник партії «Демократичний вибір».

## Біографія

### Народження та початок університетської кар'єри
Роман Бронфман народився 22 квітня 1954 року в місті Чернівці, Українська РСР. Атмосфера космополітизму рідного міста, де «один житель з трьох» був євреєм, справила серйозний вплив на формування його політичних поглядів. Закінчивши факультет філології Чернівецького державного університету, Роман Бронфман починає викладацьку і наукову кар'єру.

## Політична кар'єра

### «Авода»
Після алії в 1980 році Роман Бронфман продовжив університетську діяльність, одночасно починаючи займатися журналістикою. Бронфман, зокрема, був головним редактором газети «Час» (1993)[перевірити].
Політична кар'єра Романа Бронфмана починається у 1991 році зі вступу до «Авода», де він активно бере участь у розробці програм абсорбції нових репатріантів. У 1992 році він очолив пропагандистський штаб передвиборчої кампанії Іцхака Рабіна.
У 1993 році Роман Бронфман стає одним з перших репатріантів з колишнього СРСР, які зуміли увійти до міської ради великого міста — Хайфи. Створене ним Управління Абсорбції Хайфи було визнано кращою муніципальної моделлю інтеграції репатріантів. Він також обіймав посади віце-президента і президента Сіоністського форуму.

### «Ісраель ба-Алія» і «Демократичний вибір»
Пішовши з «Аводи» в 1996 році через розбіжності з приводу політики абсорбції разом з Натаном Щаранским створює «Ісраель ба-Алія» — першу російськомовну партію Ізраїлю, що зуміла пройти до кнесету (на виборах того ж року). У 1999 році в ході своєї другої каденції в кнесеті Роман Бронфман  покидає «Ізраєль ба-Алія» і створює партію «Демократичний вибір».
У 2003 році «Демократичний вибір» приєднується до списку партії «Мерец» для участі у виборах того ж року. Ця каденція в кнесеті стала для Бронфмана останньою в кар'єрі. Після 2006 року він уже не потрапляв до ізраїльського парламенту.

### Позиції навколо арабо-ізраїльського конфлікту
Крім захисту інтересів репатріантів з колишнього Радянського Союзу, Роман Бронфман завжди ставив за мету досягнення мирного розмежування ізраїльтян і палестинців, активно підтримуючи принцип двох держав.
У своїй статті «Гонконг Близького Сходу» Роман Бронфман, зокрема, наполягає на моделі двох держав як на єдино можливий спосіб існування Ізраїлю як держави одночасно єврейської і демократичної. Стаття також підтримує Арабську мирну ініціативу.
У 2002 році Роман Бронфман видав членам молодіжної організації «Зелена лінія» перепустки, по яким вони змогли проникнути до кнесету і влаштувати маніфестацію проти військової операції «Захисна стіна» на території Західного берега річки Йордан. Протестувальники розгорнули перед надзвичайною комісією депутатів плакати з написом «Кабінет Аріеля Шарона готує новий Ліван!», виготовлені в його кабінеті з матеріалів, які він їм надав». У тому ж році Бронфман виступив «від імені репатріантів-вихідців з СНД» на підтримку офіцерів Цахалу, які публічно відмовилися від служби на територіях Палестинської національної адміністрації (ПНА).
У 2003-2004 роках Роман Бронфман створює парламентську групу Machsom Watch за назвою неурядової організації ізраїльських жінок Machsom Watch, яка позиціонує себе як «анти-окупаційна» і виступає за вільне переміщення жителів ПНА через КПП на її території і між ПНА та Ізраїлем. У співпраці з парламентською групою організація спостерігала за ізраїльськими КПП на Західному березі річки Йордан.

## «Мільйон, який змінив Близький Схід»
У 2012 році Роман Бронфман публікує спільно з Лілі Галілі книгу «Мільйон, який змінив Близький Схід. Радянська алія в Ізраїль». Книга присвячена огляду двадцятирічної історії репатріації колишніх громадян СРСР до Ізраїлю.